# Friedrichshafen FF 11
Die Friedrichshafen FF 11 war das erste vom Flugzeugbau Friedrichshafen (FF) entwickelte Flugboot.

## Entwicklung
Vom 29. Juni bis zum 5. Juli wurde in Staad der Bodensee-Wasserflug 1913 durchgeführt, bei dem auch Beobachter der Kaiserlichen Marine anwesend waren. Der FF nahm an diesem Seeflugzeug-Wettbewerb mit seinen beiden Schwimmerkonstruktionen FF 8 und FF 9 erfolgreich teil und konnte mit beiden einige Preise gewinnen, wodurch die Marinevertreter auf das noch recht junge Unternehmen aufmerksam wurden. Als noch im selben Jahr Entwicklungsaufträge an verschiedene Firmen ergingen, erhielt auch der FF vom Reichsmarineamt die Aufforderung zur Konstruktion eines Flugboots. Theodor Kober, Direktor und Konstrukteur des FF, entwarf einen vierstieligen Doppeldecker in Holzbauweise mit einem Gitterrumpf, an dessen Ende sich das Leitwerk befand. Den einstufigen Bootskörper ließ er von der Yachtwerft Max Oertz in Neuhof-Reiherstieg anfertigen. Den N.A.G.-Motor platzierte Kober tief im Boot; dieser trieb den an der Hinterkante des Tragwerks befindlichen vierblättrigen Druckpropeller über eine Kette an. Der Kühler wurde vor der Luftschraube frei im Luftstrom liegend über der Führerkabine angebracht. Die FF 11 wurde im Februar 1914 fertiggestellt und bis Ende Mai auf dem Bodensee erprobt. Anschließend wurde sie nach Kiel überführt und an die Marine übergeben, die sie in der Kieler Bucht noch einigen Tests unterzog. Da sie die an sie gestellten Anforderungen erfüllen konnte, die FF 11 wurde am 4. Juni mit der Marinenummer 41 offiziell übernommen. Nachfolger wurde die FF 21 mit verlängertem Rumpfboot.

## Technische Daten
| Kenngröße             | Daten                                         |
| --------------------- | --------------------------------------------- |
| Besatzung             | 2                                             |
| Flügelfläche          | 53 m²                                         |
| Leermasse             | 1180 kg                                       |
| Zuladung              | 320 kg                                        |
| Startmasse            | 1500 kg                                       |
| Antrieb               | ein wassergekühlter Sechszylinder-Reihenmotor |
| Typ, Nennleistung     | N.A.G., 135 PS (ca. 100 kW) bei 1360/min      |
| Höchstgeschwindigkeit | 90 km/h in Bodennähe                          |
| Steigzeit             | 15 min auf 500 m Höhe                         |